# Jovis Tholus
Der Jovis Tholus (lat.: „die Kuppel des Jupiters“) ist ein sogenannter Schildvulkan in der Tharsis-Region des Planeten Mars.  Der 1500 Meter hohe Vulkan liegt gewissermaßen im ‚Nachmittagsschatten‘ des Olympus Mons, auf halber Strecke zwischen dessen fünf- bis sechstausend Meter hohen östlichen Steilabbrüchen und dem 18 Kilometer hohen Vulkan Ascreus Mons, dem nördlichen der drei Tharsis-Vulkane.
Jovis Tholus befindet sich am nördlichen Rand einer weitreichenden Lava-Ebene, südöstlich des Grabensystems Ceraunius Fossae und nordöstlich der Grabenbrüche Ulysses Fossae. Die markante Aufwölbung des Jovis Tholus hat einen Durchmesser von 58 Kilometern. Seine mit 28 Kilometern vergleichsweise große Caldera besteht aus insgesamt fünf  Kratern (Calderen), die miteinander verbunden sind.